# Jan Antonides van der Linden
Jan Antonides van der Linden, latinisé en Lindenius, né en 1609 à Enkhuizen, mort en 1664, est un médecin, botaniste et bibliothécaire néerlandais.

## Biographie
Joannes Antonides van der Linden est né le 13 janvier 1609 à Enkhuizen. Il est le fils du médecin Antonius Hendrikszoon van der Linden (1570/1-1633) et le petit-fils de Heinrich Anton Nerdenus (1546–1614, professeur à l'Université de Franeker). Il commence sa scolarité dans sa ville natale, où son père enseigne. À l'âge de dix ans il part vivre avec son oncle Hermann Antonides à Naarden, mais revient à Enkhuizen deux ans plus tard dans une école dirigée par Willem van Nieuwenhuizen. En 1625 il s'inscrit à l'Université de Leyde et poursuit ses études initiales en histoire naturelle et en philosophie auprès de Gilbert Jachaeus (1578–1628) et Franco Burgersdijk.
Il étudie la médecine sous Otto Heurnius, Ewaldus Schrevelius, Adrian van Falkenburg (1581–1650) et Adolphe Vorstius. Il exerçe à Amsterdam, puis enseigne cette science à l’université de Franeker et à l’université de Leyde. 
On a de lui : 
- De scriptis medicis, Amsterdam, 1637 (bibliographie médicale, publiée depuis par Mercklein avec beaucoup d'augmentations sous le litre de Lindenius renavatus, Nuremberg, 1686) ;
- Medicina Ehysiologica, Amsterdam, 1653 ;
- une édition de Celse, Leyde, 1657 ;
- une édition d'Hippocrate, grec-latin, 1665.

## Dans les écrits de Patin
Guy Patin y va de sa plume acérée dans une lettre à André Falconet, du 8 avril 1666, pour faire la nécrologie d'un adepte du vin émétique,:

« L'Hippocrate de Vanderlinden n'est guerre propre à étudier. Il est en deux gros volumes in octavo & de petite lettre. Vanderlinden était un bon homme & riche, mais qui était féru de la Chimie & de la pierre Philosophale. N'est-ce pas là pour faire un bon Médecin : aussi haïssait il nôtre bon Galien. Il louait Hippocrate, Paracelse & Van Helmont, en quoi il imitait cet Empereur qui avait dans son cabinet les portraits de Jésus-Christ, de Venus, de Priape & de Flora. N'étaient ce pas là des Tableaux bien assortis. Il voyait peu de malades & ne faisait jamais saigner. Il faisait profession d'un métier qu'il n'entendait guerre. Enfin il tomba malade d'une fluxion sur le poumon, pour laquelle il ne voulut pas être saigné: mais le sixième jour cet homme qui entendait si bien Hippocrate prit deux onces de vin émétique dans une médecine, avec laquelle ce même jour il passa en l'autre monde, âgé de 54 ans; & faire ainsi n'est-ce pas faire triompher Hippocrate & être homicide de soi-même en dépit de Galien? Il est mort deux jours avant que son livre eût paru, & sans l'Antimoine son Hippocrate eût été beaucoup meilleur. J'en suis pourtant fâché le reconnaissant plus honnête homme qu'il n'était éclairé. Il y a de ces Hollandais qui sont rudes & qui ne se polissent qu'en voyageant. Vanderlinden aurait bien fait de prendre un peu à Paris de nôtre bonne méthode, qui l'aurait tiré de beaucoup d'erreurs. »